# Marny Kennedy
Marny Elizabeth Kennedy (ur. 21 stycznia 1994 w Melbourne, Australia) – australijska aktorka, piosenkarka, tancerka i modelka, znana głównie z roli Taylor Fry w serialu Mortified.

## Filmografia

### Filmy
- 2009: Ink – młoda May
- 2011: Golden Girl – Cilla

### Seriale
- 2006-2007: Mortified – Taylor Fry
- 2008-2009: Przygody w siodle – Veronica diAngelo (sezon 3)
- 2009: Gliniarze z Melbourne – Amanda
- 2010-2011: A gURLs wURLd – Ally Henson
- 2012: Conspiracy 365 – Winter Frey
- 2016: Comedy Showroom – asystentka sprzedaży
- 2017: Hoges: The Paul Hogan Story – młoda Noelene
- 2017: Janet King – Lucy Baldwin
- 2017: Tajemnice Laketop – niemiecka dziewczyna
- 2018: Bite Club – Amber Wells
- 2018: Underbelly Files: Chopper – Melanie Jassic
- 2018: Wentworth – Taylah Bullock
- 2020: Bossy jako Lucy
- 2020: Between Two Worlds jako Martina Budd

- 2021: Zatoka serc jako Rachel Young

Źródło: 